# Norges rigsvåben
Det norske rigsvåben er et af de ældste i Europa. Det var oprindelig kongehusets våben.
I 1280 gav kong Erik Magnusson løven krone og sølvøkse. Øksen er Olav den Helliges martyrøkse, det våben som han dræbtes med under slaget ved Stiklestad. Ved at sætte den ind i våbenet markerede kongen at han var den legitime arvtager efter helgenkongen, «rex perpetuus norvegiae».
Det norske rigsvåbens udseende har ændret sig gennem tiden i takt med skiftende mode indenfor heraldikken. I senmiddelalderen blev økseskaftet gradvis forlænget, til hele øksen lignede en langskaftet hellebard. Skaftet blev også mere og mere krumt for at passe til de skjoldformer som var populære, og ikke mindst for at få våbenmærket til at passe som møntbillede. Den foroverbøjede løve som med alle fire poter holdt hellebarden med krumt skaft ("gyngehesten") var enerådende gennem hele dansketiden, til kong Oscar I bestemte rigs- og kongevåbenets udseende ved kongelig resolution af 10. juni 1844. Hermed blev den kortskaftede økse genindført, men stadig med løven i foroverbøjet stilling, og skjoldformen var nærmest firkantet efter tidens heraldiske skik. Dette var første gang en officiel udformning af rigsvåbenet blev lovfæstet. Resolutionsteksten fastslår at Norges rigsvåben er:
Et rødt fiirkantet Skjold, i hvilket sees en, nederst fra Venstre og opad til Høire i fremadskridende Stilling opreist kronet gylden Løve, med aabent Gab og udstrakt Tunge, holdende i Forlabberne en opløftet Stridsøxe med gyldent Skaft og Blad af Sølv, – over Skjoldet en kongelig Krone.
Den norske løve var en orden, der blev indstiftet af Kong Oscar 2. den 21. januar 1904 med den hensigt at give Norge et ordensvæsen, som i status og rang kunne være ligeværdigt med det svenske.

## 1905
Efter unionsopløsningen blev en ny officiel våbentegning indført efter et udkast af maleren Eilif Peterssen. Den gik tilbage til forbilledet fra middelalderen med en mere oprejst løve i et trekantet «gotisk» skjold. Peterssens version af rigsvåbenet blev fastsat ved kongelig resolution af 14. december 1905:
Rigsvaabenet er en heraldisk, kronet Løve med Olavsøksen, der har sølvfarvet Blad, i trekantet, høirødt Skjold uden Ramme.
Skjoldet er oventil ret, mod den nedre Spids let afrundet.
Løven er, væsentlig i Overensstemmelse med de Løver, der sees paa de gamle Kongesegl fra det 13de og 14de Aarhundrede, en opreist, gylden, kronet Løve, vendt mod Høire. Løvens Stilling er afpasset efter Skjoldets Form, saaledes at den hviler paa det venstre Bagben og holder det høire i løftet, fremadskridende Stilling. Løvens Hale er bøiet indover mod Løvens Ryg. Paa sit Hoved bærer Løven en aaben, trebladet Krone. Øksen holdes i ret Stilling. Over det Skjold, i hvilket Løven er anbragt, er der en lukket kongelig Krone. Denne afsluttes foroven i en Kugle (Rigsæble) med Kors. Bag Korset staar en halv, opreist, kronet Løve, som sees fra Siden.

## 1937
Peterssens model for rigsvåbenet blev brugt både af kongen og staten til 1937, da en ny udformning blev taget i brug for statslige formål, tegnet af arkivar Halvard Trætteberg. Kongen beholdt 1905-versionen og bruger den stadig i kongeflaget og kongevåbenet.
Udformningen af rigsvåbenet til statslig brug blev fastsat ved kongelig resolution af 19. marts 1937:
1. Noregs riksvåpen er ei upprett gull-løve på raud grunn med gullkrune på hovudet og gullskjeft sylvøks i framlabbane.
2. Riksvåpnet skal vanleg ha skjoldform. Over skjolden skal vanleg stå ei kongskrone med rikseple og kross.
3. Alle teikningar til riksvåpnet til bruk for offentlege institusjonar må bli godkjende av Utanriksdepartementet, so framt dei ikkje er eller blir fastsett av Kongen.
4. Noregs riksinnsigle skal i stempelen ha riksvåpnet i skjoldform under kongskrone med kongsnamn og kongstitel i omskrift.
5. Den kgl.res. frå 14. desember 1905 om riksvåpnet og riksinnsiglet gjeld ikkje lenger.

Denne resolution gælder endnu, og Trættebergs tegning i ren flatestil, uden naturalistiske detaljer, er med mindre ændringer stadig i brug. Den nuværende version af Rigsvåbenet blev godkendt af kongen 16. december 1992.
Efter heraldiske regler er enhver fremstilling af rigsvåbenet tilladt, så længe våbenet kan genkendes fra blasoneringen: "Ei upprett gull-løve på raud grunn med gullkrone på hovudet og gullskjeft sylvøks i framlabbane".